# Эдберт
Эдберт (англ. Eadberht; умер 20 августа 768) — король Нортумбрии в 737 — 758 годах из династии Идингов.

## Биография
Эдберт — сын Эта из рода Огги, одного из побочных сыновей короля Берниции Иды, родной брат архиепископа Йоркского Эгберта и двоюродный брат королей Нортумбрии Коэнреда и Кеолвулфа. Он происходил из англо-саксонского аристократического клана Нортумбрии Леодвальдингов, названного по имени его деда Леодвальда, сына Эгвульфа, представители которого вели своё происхождение от короля Берниции Иды. Этот род сыграл заметную роль в политике Нортумбрии VIII века, дав ей несколько королей и прелатов. Период правления Эдберта считался возвратом к имперским амбициям VIII века в Нортумбрии и представлял период экономического процветания. Он встретился с внутренней оппозицией от конкурирующих династий и как минимум два потенциальных соперника были убиты во время его правления.
В 740 году по приказу Эдберта был убит Эрнвин, сын короля Эдвульфа и прадед будущего короля Эрдвульфа. В том же году последовало нашествие пиктов на северные границы Нортумбрии. Эдберт отправил в те области все свои войска. Между тем пользуясь этим король Мерсии Этельбальд напал на южные провинции Нортумбрии, разорил их и вывез оттуда богатую добычу. Причина войны неясна: некоторые историки предполагают, что это было связано с убийством Эрнвина. Отец того был в ссылке на севере у пиктов после своего поражения в междоусобии 705 года, и вполне возможно, что король пиктов Энгус I или Этельбальд, или оба, пытались посадить Эрнвина на престол Нортумбрии.
В 750 году сын короля Элдфрита Оффа был захвачен после осады в монастыре в Линдисфарне и казнён. Тогда же епископ Линдисфарнский Киневульф, предположительно бывший сторонником Оффы, был свергнут с престола и задержан в Йорке. Очевидно, что политическая борьба и распри королевских семей в Нортумбрии поддерживались основными религиозными центрами. Семья Эрнвина была связана с Рипоном, Оффы и Кеолвулфа — с Линдисфарном, а Хексем, судя по всему, поддерживал королей и знать против монастырской общины Линдисфарна. Эдберт же, как брат архиепископа Йоркского, пользовался поддержкой главного прелата Нортумбрии.
Правление Эдберта сопровождалось масштабными реформами по чеканке монет Нортумбрии: появились именные монеты короля Эдберта и архиепископа Эгберта. Также при нём были осуществлены попытки освоения некоторых обширных земель, которые были подарены церкви во время предыдущими монархами Нортумбрии.
В конце своего царствования, в 756 году, Эдберт вместе с королём пиктов Энгусом I взял город Ареклут, столицу королевства Стратклайд, завоёванный бриттами во времена короля Элдфрита. Однако затем союзники потерпели поражение от бриттского полководца Деовама, союзника бриттов.
В 758 году Эдберт отрёкся от престола, оставил корону сыну Освулфу и удалился в Йоркский монастырь, где умер 20 августа 768 года. Симеон Даремский в своей «Historia regum Anglorum et Dacorum» записал, что Эдберт похоронен был в притворе Йоркского собора, вместе со своим умершим 19 ноября 766 года братом Эгбертом. Освулф был убит в течение года, но в 765 году королём стал муж его дочери Осгифу Элхред. Позднее престол Нортумбрии занимали сын Освулфа Эльфволд I и сын Осгифу Осред II. Последним известным потомком Эдберта являлся сын Осгифу, убитый в 800 году по приказу короля Эрдвульфа святой мученик Элхмунд.